# 聖地亞哥鄉村莊園 (加利福尼亞州)
聖地牙哥鄉村莊園（英語：San Diego Country Estates）是位於美國加利福尼亞州聖地牙哥縣的一個人口普查指定地區。

## 地理
聖地牙哥鄉村莊園的座標為33°00′09″N 116°47′56″W / 33.00250°N 116.79889°W，而該地最高點為海拔高度462米（即1516英尺）。

## 人口
根據2010年美國人口普查的數據，聖地牙哥鄉村莊園的面積為43.641平方千米，均為陸地。當地共有人口10109人，而人口密度為每平方千米231人。